# Leptotarsus inaequipes
Leptotarsus inaequipes är en tvåvingeart som först beskrevs av Alexander 1956.  Leptotarsus inaequipes ingår i släktet Leptotarsus och familjen storharkrankar. Inga underarter finns listade i Catalogue of Life.